# Dilemma
Een dilemma (Oudgrieks διλήμματος,  dilēmmatos, twee voorstellen) is een situatie of probleem waarin uit twee even onaantrekkelijke (of aantrekkelijke) alternatieven moet worden gekozen. De keuze kan daarom niet alleen op logische gronden gemaakt worden. De weg om uit een dilemma te geraken is dan ook vaak een zeer persoonlijke keuze.

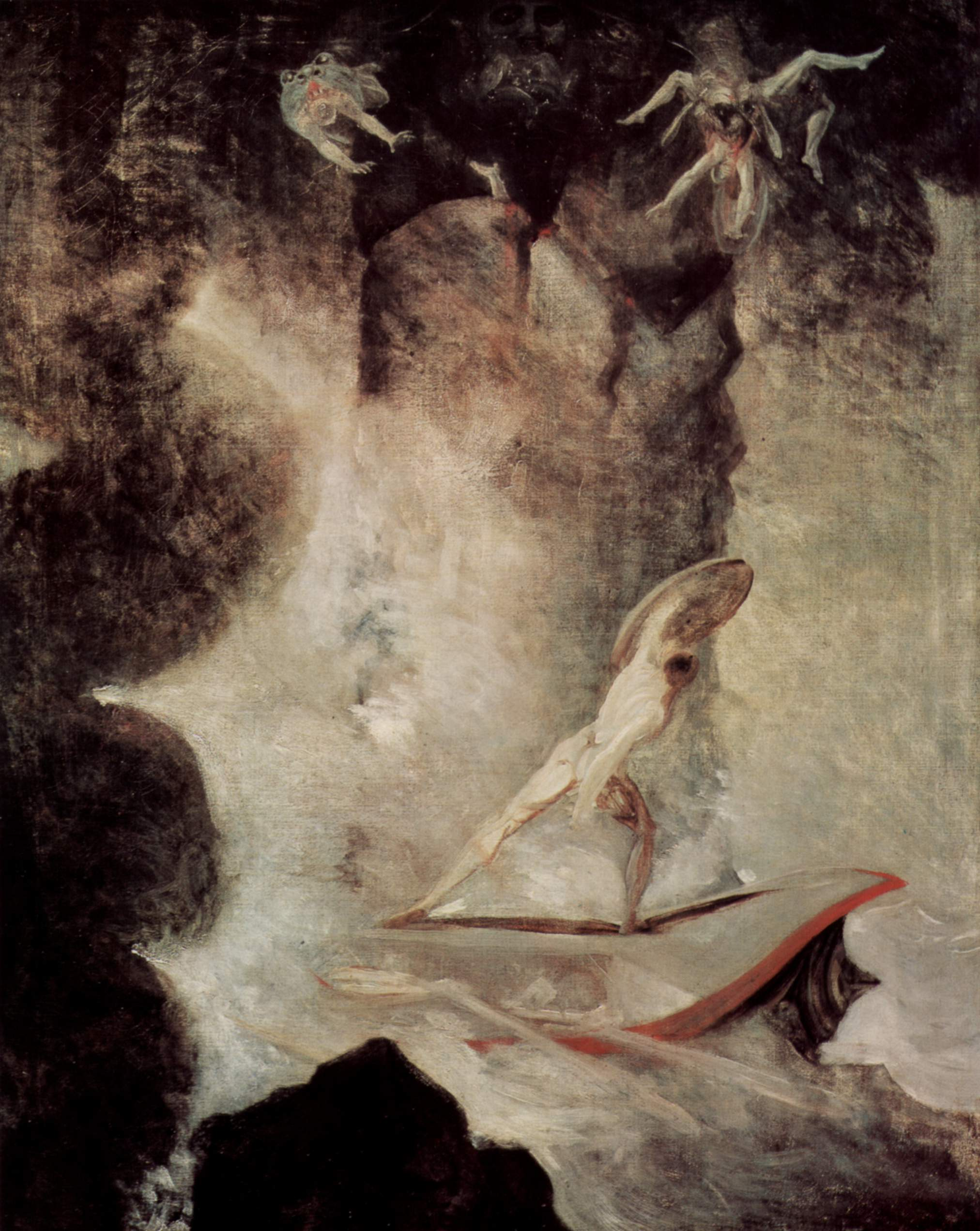
Een klassiek dilemma; Odysseus tussen Scylla en Charybdis

Het beeld dat vaak gebruikt wordt bij een dilemma is dat van een aanvallende stier, waarbij je moet kiezen door welke hoorn je gespietst wil worden. Men spreekt dan ook van de twee alternatieven van een dilemma als de hoorns ervan.

## Bekende dilemma's
- Euripides schreef o.a. de Griekse tragedie "Iphigeneia in Aulis". Daarin wordt koning Agamemnon voor de keus gesteld: Zijn dochter Iphigenia offeren en de Trojaanse Oorlog winnen, of haar sparen en de oorlog verliezen: de keus dus tussen zijn land en zijn dochter. Een onmogelijke keus?
- In 2004 bracht bierbrouwer Hertog Jan het Dilemma van Arcen op de markt. Brouwer Gerard van den Broek had twee bieren gebrouwen, maar slechts een zou zich in de toekomst Hertog Jan mogen noemen. Van elk van beide bieren kwamen er drie in een sixpack, waaruit de consument de lekkerste mocht kiezen. De winnaar van de eerste ronde werd Karakter gedoopt. Een half jaar later werd Dilemma 2 uitgebracht, waarbij Karakter tegen een derde biertje werd afgezet. Karakter won, en hoort nu bij het assortiment van de bierbrouwer.
- Het prisoner's dilemma, een voorbeeld uit de speltheorie.
- Warnock's dilemma is een op het internet bekend dilemma.